# Дас, Михир
Михир Кумар Дас (ория ମିହିର କୁମାର ଦାସ; 11 февраля 1959, Барипада, Одиша — 11 января 2022, Каттак, Одиша) — индийский актёр, снимавшийся в фильмах на языке ория.

## Биография
Родился 17 февраля 1959 года в городе Барипада штата Орисса и был четвертым ребенком в семье Прасанны Кумара Даса и Сундармани Дас. Всего у него было три брата и две сестры. Его детство прошло в округе Ганджам, главным образом в Чхатрапуре, куда перевели его отца. 
Дас с юных лет интересовался театром и в юности участвовал в нескольких аудио-пьесах на Всеиндийском радио. Во время учёбы в Университете Рэйвеншоу он состоял в студенческой театральной труппе, в составе которой выиграл на университетском конкурсе приз как лучший актёр. Бывший членом жюри на конкурсе режиссёр Гобинд Тедж предложил Дасу роль Шатругхны в своём фильме Ramayan (1980). Ради съёмок Михир на месяц переехал в Калькутту, но из-за малого количества экранного времени молодой его роль осталась незамеченной. Известность к актёру пришла после того, как Тедж пригласил сыграть его сына в фильме School Master (1985).
В 1987 году актёр снялся в фильме Манмохана Мохапатры Majhi Pahacha, который получил Национальную кинопремию как лучший фильм на ория. Его игра была оценена как публикой, так и критиками. Среди других работ Даса в кино: Kanyadaan (1988), Sagar (1989), Akashra Aakhi (1989), Sakhi Rahila Ae Singha Duara (1994), Je Panche Para Manda (2003) и Kiese Dakuchi Kouthi Mate (2011). Актёр начал свой путь в кино с главных ролей, а затем играл второстепенных, отрицательных и даже комических персонажей. Считается, что за свою карьеру, насчитывающую четыре десятилетия, он снялся в более чем в 150 фильмах. Помимо фильмов он также снимался в сериалах на ория, таких как Paant Kani, Tini Tundere Goat Dog и Sara Akash.
Дас получил множество кинопремий штата Одиша, первая из которых была вручена ему в 1996 года за роль в фильме Pua Mora Bhola Sankara. Позднее он удостаивался премии как лучший актёр за фильмы Vidhata (1999) и Pheria Mo Suna Bhauni (2006), как лучший актёр второго плана за Soubhagyabati (1997), Laxmi Pratima (1998), Rakhi Bandhili Mo Rakhiba Mana (2002), Abhimanyu (2009) и Prema Adhei Akhyara (2010), а также как лучший исполнитель комической роли в Mu Tate Love Karuchi 2007 года. Последнюю премию актёр получил за лучшую мужскую роль в фильме Bhija Matira Swarga в 2019 году.
В 2014 году Дас присоединился к партии Биджу джаната дал, в последствии покинул её и в 2019 году вступил в Бхаратия джаната парти.
Последний год жизни актёр страдал от болезней почек. В декабре 2021 года он был госпитализирован и находился на искусственной вентиляции легких в частной больнице в Каттаке, где скончался 11 января 2022 года. У него остались сыновья  Амлан и Аклант. Его жена, актриса и певица Сангита Дас, умерла в 2010 году от сердечного приступа.